# Les Naufragés de Sion
Les Naufragés de Sion est un documentaire français réalisé par Caroline Fourest sur les mouvements radicaux obsédés par le conflit israélo-arabe (ultra antisionistes et ultra sionistes). Le film, produit par la société Et la Suite, a été diffusé le 19 février 2013 sur France 5. D'une durée de 52 minutes, Les Naufragés de Sion est le dernier volet d'une série d'enquêtes sur les mouvements extrémistes, Les Réseaux de l'extrême.

## Fiche technique
- Réalisation : Caroline Fourest
- Direction artistique : Olivier Lemaire
- Conseillère éditoriale : Fiammetta Venner
- Journalistes : Yann Barte, Jonathan Halimi
- Société de production : Et la Suite Productions
- Genre : documentaire
- Date de diffusion :  France : 19 février 2013 (France 5)
- Durée : 52 minutes

## Intervenants
Sont interviewés par Caroline Fourest :
- Nahida Nakad, journaliste (ex reporter TF1 et directrice France 24 arabe), parle du traitement journalistique du conflit israélo-arabe.
- Nicolas Shahshahani, vice-président d'EuroPalestine dénonce un deux poids deux mesures du traitement du conflit israélo-arabe. Il s'exprime sur ses relations passées avec Dieudonné, sur le boycott, sur la résistance armée palestinienne et le terrorisme.
- Ofer Bronstein, fondateur du Forum international pour la paix, parle de son agression par la LDJ et son souhait de sa dissolution.
- Richard Prasquier, président du CRIF, s'exprime sur le mélange des genres, le boycott, les mouvements ultra-sionistes, le Hamas, la Ligue de défense juive.

Apparaissent également dans le film :
- Les Indigènes de la République, lors d'une marche, la "version Hamas de la résistance palestinienne" ( [sic]) - Dieudonné, "figure emblématique de toutes les dérives déshonorant l'anti-sionisme" ( [sic]) - Robert Faurisson, négationniste. Bruno Gollnisch. Christian Cotten, essayiste et blogueur (Parti antisioniste). Alain Soral, essayiste (Égalité et réconciliation). Yahia Gouasmi, président du Parti antisioniste. Olivia Zemmor, présidente d'Euro-Palestine. La Ligue de défense juive (LDJ) lors d'un rassemblement de soutien au 1er ministre israélien de passage à Paris. Le CRIF lors de son dîner annuel, Guy Millière, et Bat Ye'or à propos d'Eurabia.